# Feria (Albacete)
Feria es un barrio de la ciudad española de Albacete ubicado en la zona centro. Es uno de los barrios más emblemáticos e históricos de la capital. Tiene una población de 8635 habitantes (2012). En él se ubica el histórico Recinto Ferial permanente (1783) en el que cada año se celebra del 7 al 17 de septiembre la Feria de Albacete, declarada de Interés Turístico Internacional. El barrio acoge también la plaza de toros de Albacete y el parque de los Jardinillos, uno de los más antiguos de la ciudad. Destaca el mercado al aire libre de Los Invasores, que se celebra cada martes en el Recinto Ferial y en sus alrededores.

## Geografía
El barrio está situado en la zona centro de Albacete, entre las calles Benavente, avenida de los Toreros, avenida Arquitecto Julio Carrilero, avenida Isabel La Católica, Zapateros, Albarderos, Cristóbal Pérez Pastor, Octavio Cuartero y Feria. Linda con los barrios San Pablo, El Pilar, Industria, Centro, Villacerrada, Fátima y Santa Teresa. Forma parte del distrito 1 de la ciudad junto con los barrios Centro, Villacerrada, La Pajarita y Carretas.

## Historia

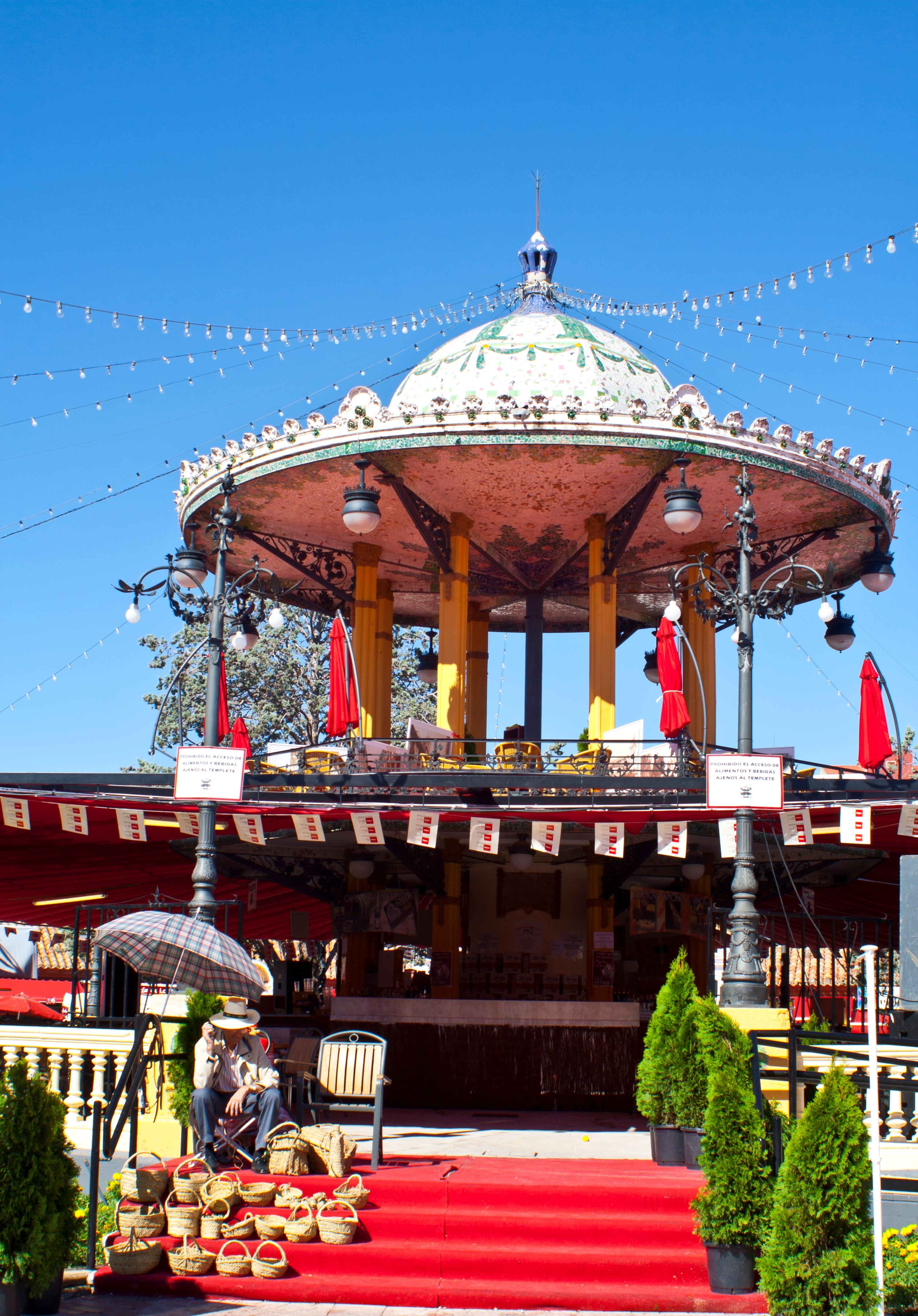
Templete de la Feria

El barrio toma su nombre de la Feria de Albacete y el Recinto Ferial situado en el mismo. Su historia, por tanto, es la historia de la feria. Como antecedentes de la misma, ya en el siglo XV, se cita una feria o mercado regular ubicado en la calle de la Feria. La calle ha mantenido su denominación hasta nuestros días, uniendo la iglesia de San Juan con las eras de Santa Catalina, ubicación correspondiente al actual Recinto Ferial. Precisamente era en ellas donde se vendía el ganado. El mercado tenía una duración de diez días, que en un principio se celebró a partir del 30 de noviembre y más tarde a partir del 28 de agosto.
En el siglo XVII se trasladó fuera del centro urbano como una actividad económica paralela a la romería que se hacía el 8 de septiembre al sitio de Los Llanos. Allí, junto a la ermita de la Virgen, se fundó en 1672 un convento franciscano que desempeñó un destacado papel en la época. En 1683 se solicitó al rey Carlos II su declaración de feria franca por 3 días (7, 8 y 9 de septiembre) y su ubicación en las proximidades del convento, en el sitio de los Llanos, ya que esto posibilitaba un mayor número de limosnas.

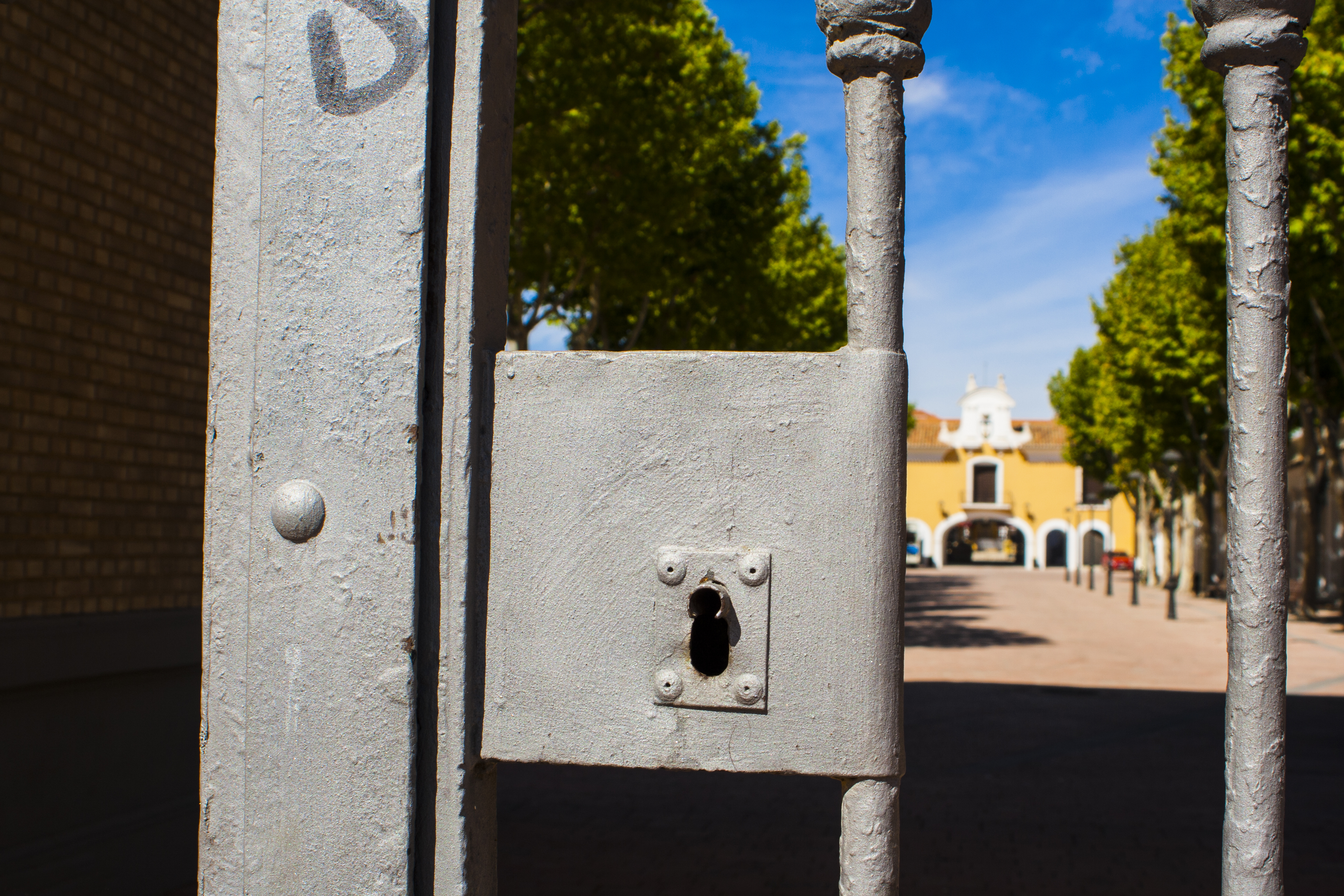
Cerradura principal de la Puerta de Hierros de Albacete en el barrio de Feria

Aunque esta petición no fue satisfecha, el 6 de marzo de 1710 Felipe V concedió el privilegio de feria franca por término de 4 días (del 7 al 11 de septiembre). La petición de la villa era de 8 días (del 7 al 15 de septiembre). El concejo dispuso que se celebrara en el centro urbano, en la calle y plaza Mayor, pero los feriantes seguían acudiendo al sitio de Los Llanos. En el periodo que va de 1710 a 1712, que ha llegado a calificarse como el de la feria dividida, se celebraba dos días en el lugar indicado por el concejo y el resto en los aledaños del convento franciscano. 

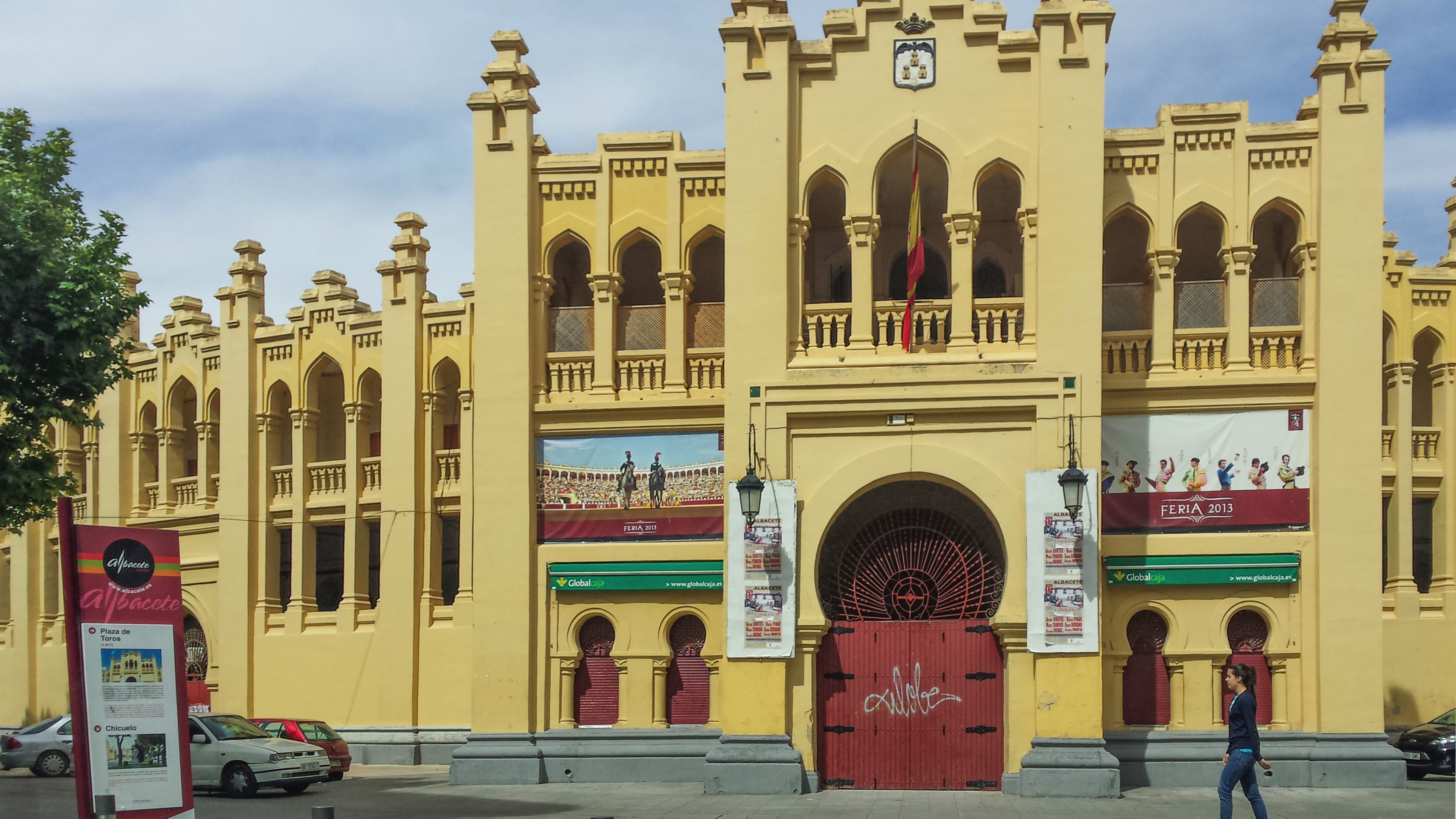
Plaza de toros de Albacete

Los intentos municipales de llevar la feria de nuevo a Albacete pasaron por la compra en 1767 de unas lonjas con el fin de realizar un recinto ferial. El proyecto nunca se realizó pero en 1783 se acordó realizar un edificio en las eras de Santa Catalina. Fue inaugurado el 7 de septiembre de 1783 y terminado totalmente al año siguiente. A partir de esa fecha, la feria se celebró en el centro urbano de Albacete. Posteriormente, el Recinto Ferial fue objeto de numerosas ampliaciones y reformas.

## Demografía
Feria tiene 8635 habitantes (2012): 4563 mujeres y 4072 hombres. Es un barrio ligeramente envejecido. La población mayor de 65 años supone el 15,38 % del total de la población del barrio, mientras que la población infantil se sitúa en el 15,54 %. El 9,4 % de los habitantes del barrio viven solos. El nivel de estudios de sus habitantes es de los más altos de Albacete. La economía y el trabajo en el barrio es superior a la media de Albacete en su conjunto.

## Administración pública
En el histórico barrio se encuentra la sede de la Delegación de la Junta de Comunidades de Castilla-La Mancha en Albacete, sede central del Gobierno de Castilla-La Mancha en la provincia, ubicada en la casa Perona.

## Educación

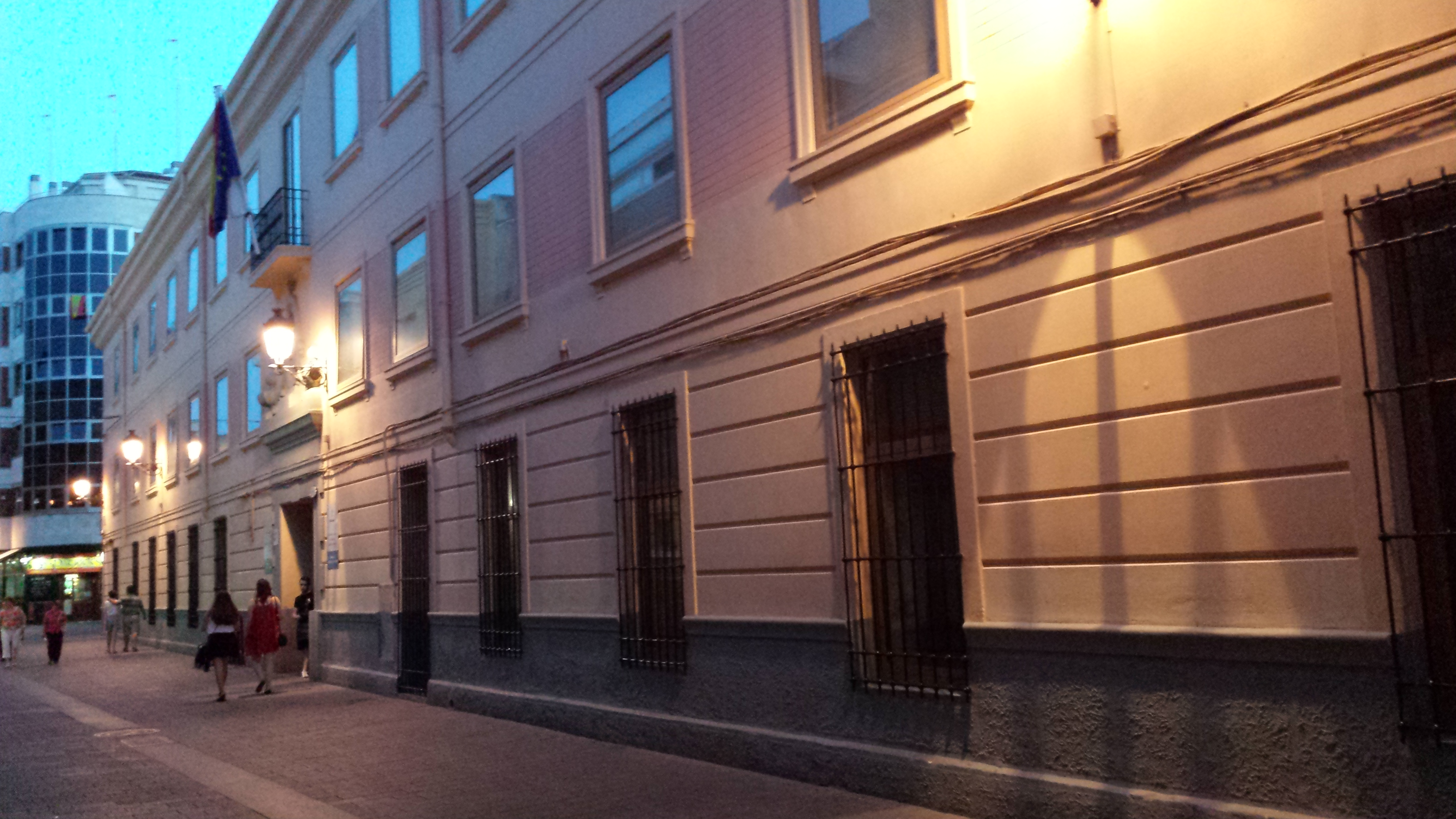
Conservatorio Superior de Música de Castilla-La Mancha

El barrio acoge el Conservatorio Superior de Música de Castilla-La Mancha, el Conservatorio Profesional de Música Tomás de Torrejón y Velasco de Albacete, los colegios públicos Feria-Isabel Bonal y Carlos V, ambos ubicados en los Ejidos de la Feria, y el Centro Privado Concertado de Educación Infantil, Primaria y Secundaria San Francisco Coll. Además, alberga la Escuela Taurina de Albacete, con sede en la plaza de toros.

## Zonas verdes

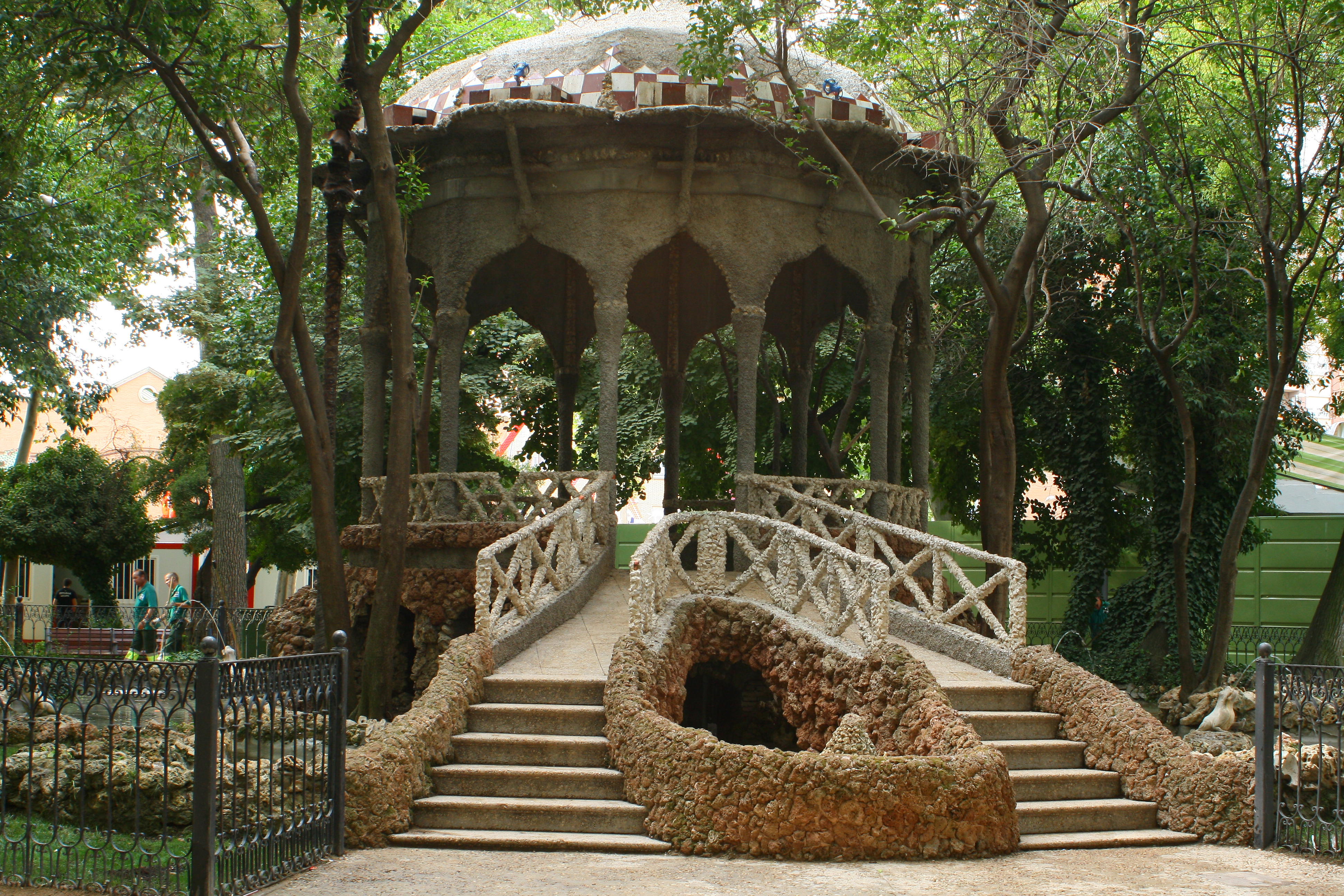
Templete del parque de los Jardinillos

Feria alberga el parque de los Jardinillos de la capital albaceteña, situado en pleno paseo de la Feria. Es el parque más antiguo de la ciudad, que alberga la Caseta de los Jardinillos y cuenta con 12 870 m².

## Turismo
Los puntos turísticos más importantes del histórico céntrico barrio de la capital son los siguientes:
- Recinto Ferial de Albacete
- Puerta de Hierros de Albacete
- Paseo de la Feria
- Ejidos de la Feria
- Plaza de toros de Albacete
- Parque de los Jardinillos
- Templete de los Jardinillos
- Antigua Puerta de Hierros de Albacete
- Caseta de los Jardinillos
- Casa Perona
- Molino de la Feria
- Monumento a Chicuelo II
- Monumento a Dámaso González
- La Mulilla

## Monumentos

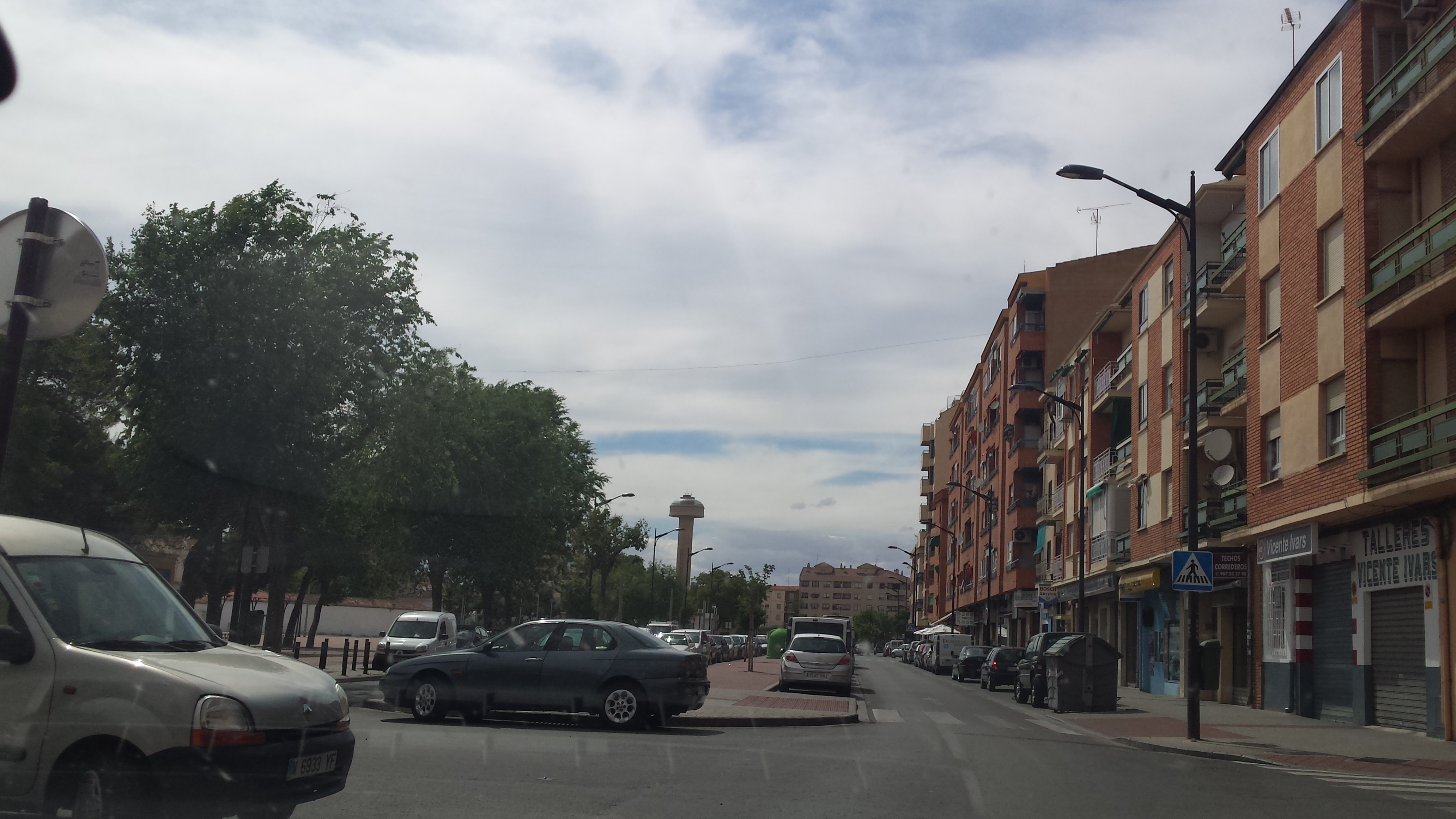
Vista de la Torre del Agua desde la avenida de los Toreros

El monumento a Chicuelo II está situado junto a la puerta grande de la plaza de toros de Albacete. Fue inaugurado en 1961 como homenaje al torero Manuel Jiménez Díaz Chicuelo II. Representa al torero con el capote tallado en piedra. Otra escultura taurina es el monumento a Dámaso González. 
La escultura La Mulilla está situada junto a los Ejidos de la Feria, al oeste del barrio. Se trata de dos equinos trotando a tamaño real en recuerdo del comercio de ganado que se desarrolló en los Ejidos de la Feria en la antigüedad. Fue inaugurada en 2010 en el marco de la celebración del tercer centenario de la confirmación de la Feria de Albacete.
El Molino de la Feria es uno de los monumentos más representativos de la ciudad, inaugurado en 1979. En realidad, se trata de dos molinos unidos por una noria y es uno de los lugares de encuentro más famosos de la capital, especialmente durante la Feria de Albacete. La fuerza del agua de su fuente mueve la noria, y tiene dos banderas en su parte superior: la de la ciudad de Albacete y la de la Junta de Comunidades de Castilla-La Mancha.

## Religión

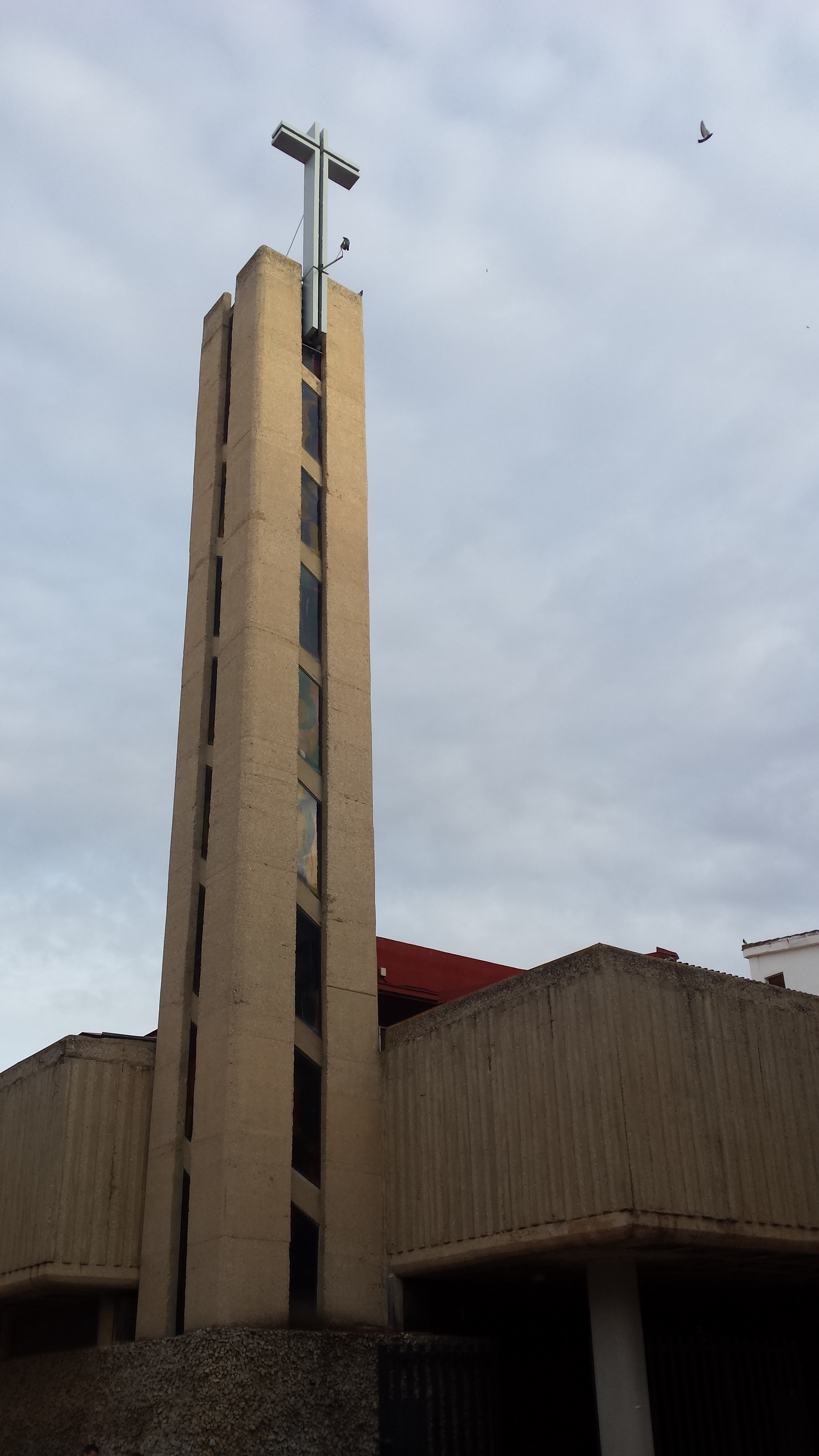
Iglesia de la Asunción

El barrio alberga la iglesia de la Asunción, creada el 19 de septiembre de 1951 por decreto del obispo de la diócesis de Albacete, Arturo Tabera Araoz. La iglesia ocupa su actual templo desde el 24 de mayo de 1970, cuando fue inaugurado y consagrado por el obispo Ireneo García Alonso. De estilo moderno, cuenta con capacidad para 500 personas sentadas.

## Cultura
El barrio Feria tiene un protagonismo destacado en la cultura de Albacete. 

### Fiestas
Algunas de las fiestas más importantes de la ciudad tienen lugar dentro del céntrico barrio de la capital.

#### Feria de Albacete

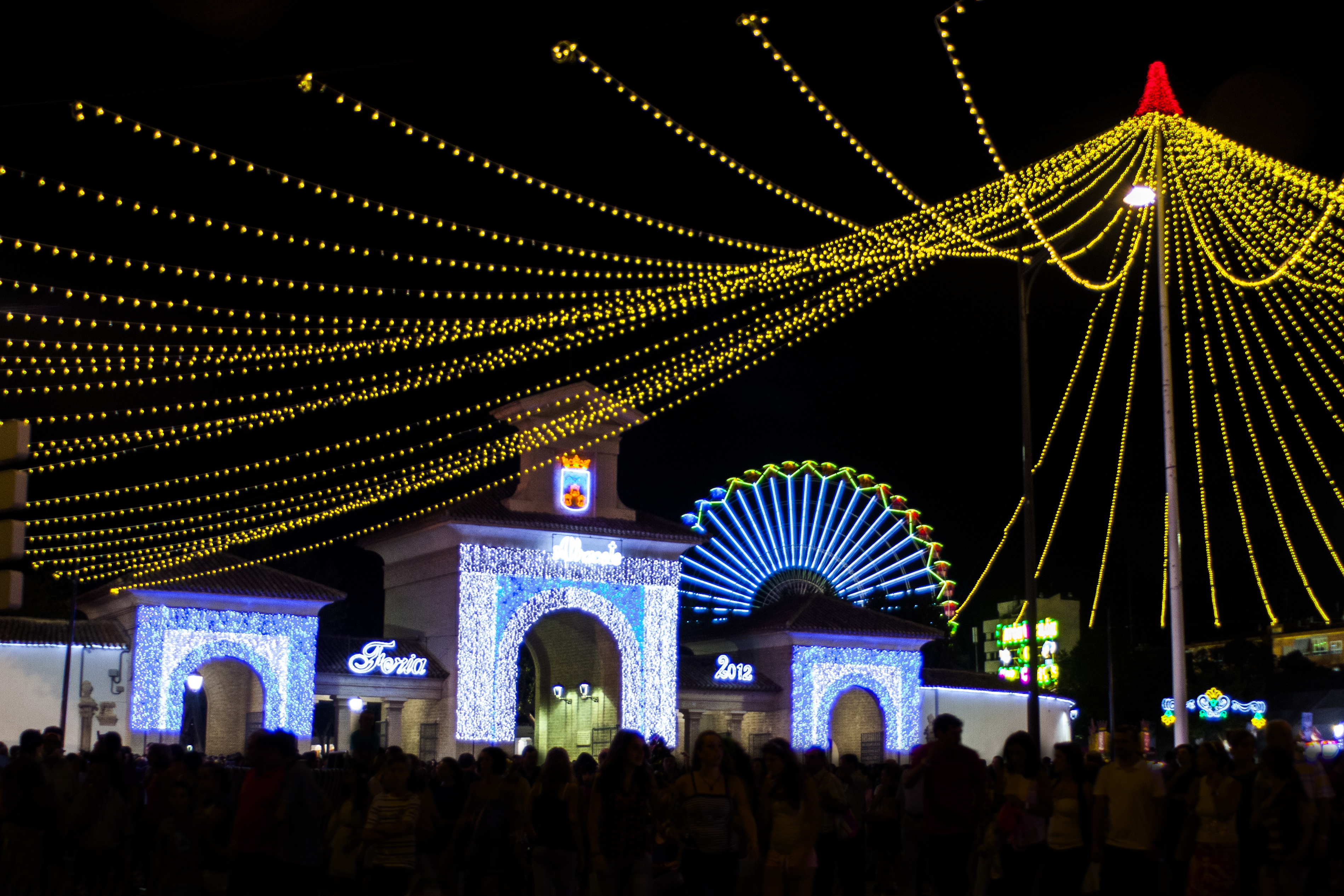
Puerta de Hierros del Recinto Ferial de Albacete durante la Feria de Albacete de 2012

Del 7 al 17 de septiembre se celebra la Feria de Albacete, declarada de Interés Turístico Internacional. Es la fiesta grande de Albacete. En 2010 se celebró el tercer centenario de la declaración de feria franca por Felipe V, si bien esta ya se celebró desde varios siglos atrás. Se celebra en honor a la patrona de la ciudad, la Virgen de Los Llanos, y va acompañada de una de las ferias taurinas más importantes del calendario nacional: la Feria Taurina de Albacete.
Comienza el 7 de septiembre por la tarde con una cabalgata de carrozas desde la plaza de Gabriel Lodares hasta la Puerta de Hierros del Recinto Ferial, tras la cual tiene lugar la apertura de la misma. Desde entonces, durante diez días, tienen lugar numerosas actividades lúdicas, culturales y deportivas por toda la ciudad pero especialmente concentradas en torno al paseo de la Feria, al Recinto Ferial y a sus alrededores (la llamada Cuerda), donde se asientan atracciones de todos los tipos y casetas de todas las asociaciones.

#### Fiestas de San Juan

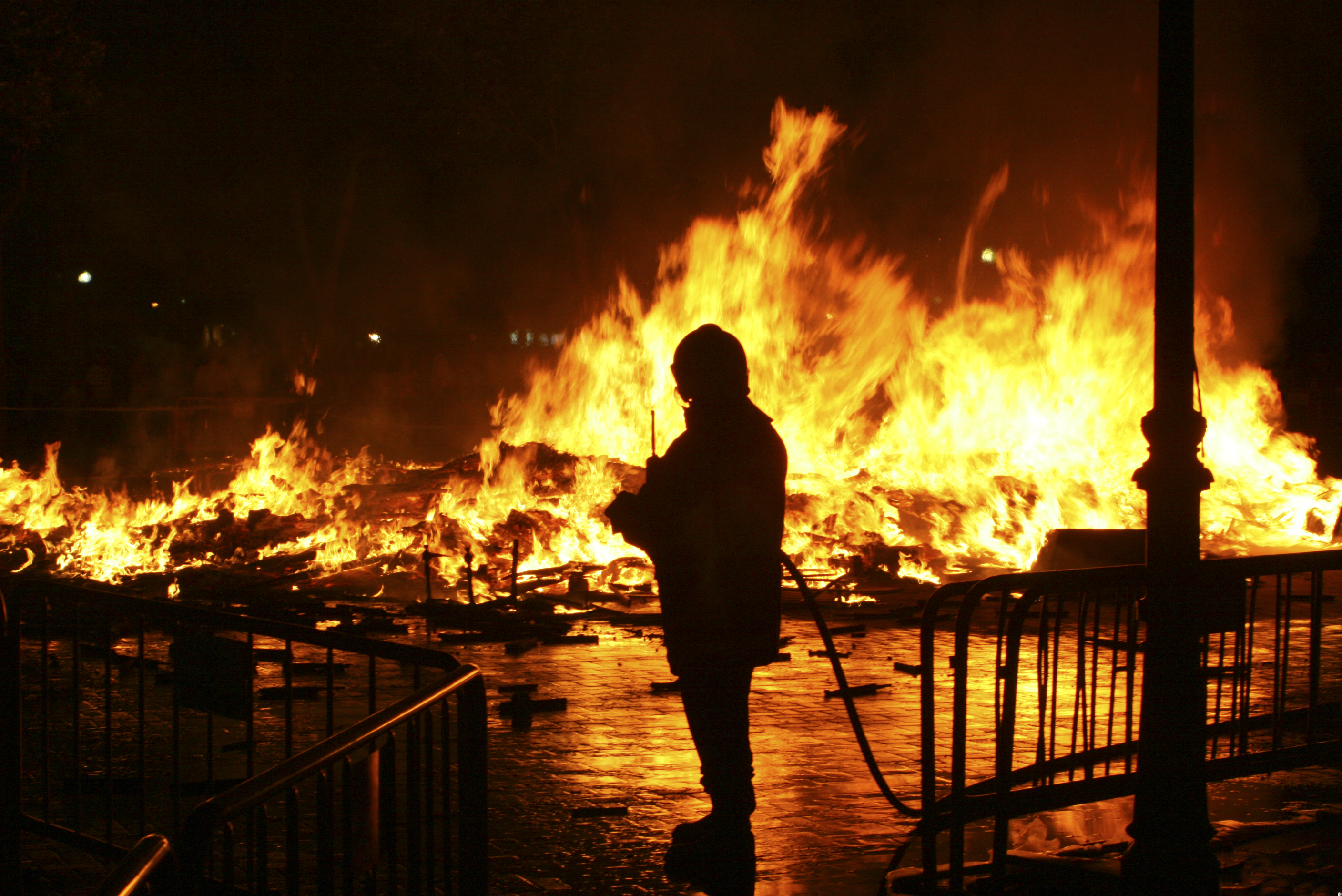
Hoguera de San Juan en los Ejidos de la Feria

En los días anteriores al 24 de junio, festividad de San Juan Bautista, patrón de Albacete, se celebran las fiestas en su honor. Estas van acompañadas de actividades culturales, deportivas y de ocio en diversos puntos de la ciudad.
El punto culminante de las fiestas tiene lugar el 24 de junio y su víspera, la noche de San Juan, del 23 al 24 de junio. Esa noche se lleva a cabo el desfile de antorchas desde el ayuntamiento hasta los Ejidos de la Feria, donde se prende fuego a la hoguera de San Juan, en donde se queman viejos enseres y trastos. A continuación se realiza un gran castillo de fuegos artificiales y una verbena en el Recinto Ferial de Albacete.

#### Fiestas del barrio
Las fiestas oficiales del barrio tienen lugar anualmente a principios de junio.

### Tauromaquia
El barrio alberga la Escuela Taurina de Albacete, donde se forman algunos de los toreros del futuro, y la plaza de toros de Albacete, de segunda categoría administrativa aunque celebra más eventos taurinos que la mayoría de cosos de primera, con un aforo de 12 000 espectadores, siendo sus espectáculos principales los celebrados durante la Feria de Albacete, declarada de Interés Turístico Internacional, en la Feria Taurina de Albacete, en el mes de septiembre, en donde se dan cita durante diez días consecutivos las principales figuras del toreo internacional, con una importante presencia de toreros castellano-manchegos.
También destaca la celebración de la corrida de Asprona, corrida tradicional del calendario taurino español a beneficio de la Asociación para la Atención a Personas con Discapacidad Intelectual y sus Familias de la Provincia de Albacete, en el que participan importantes figuras del toreo, así como el Festival Taurino del Cotolengo.

### Sociedad, ocio y entretenimiento

#### Los Titis

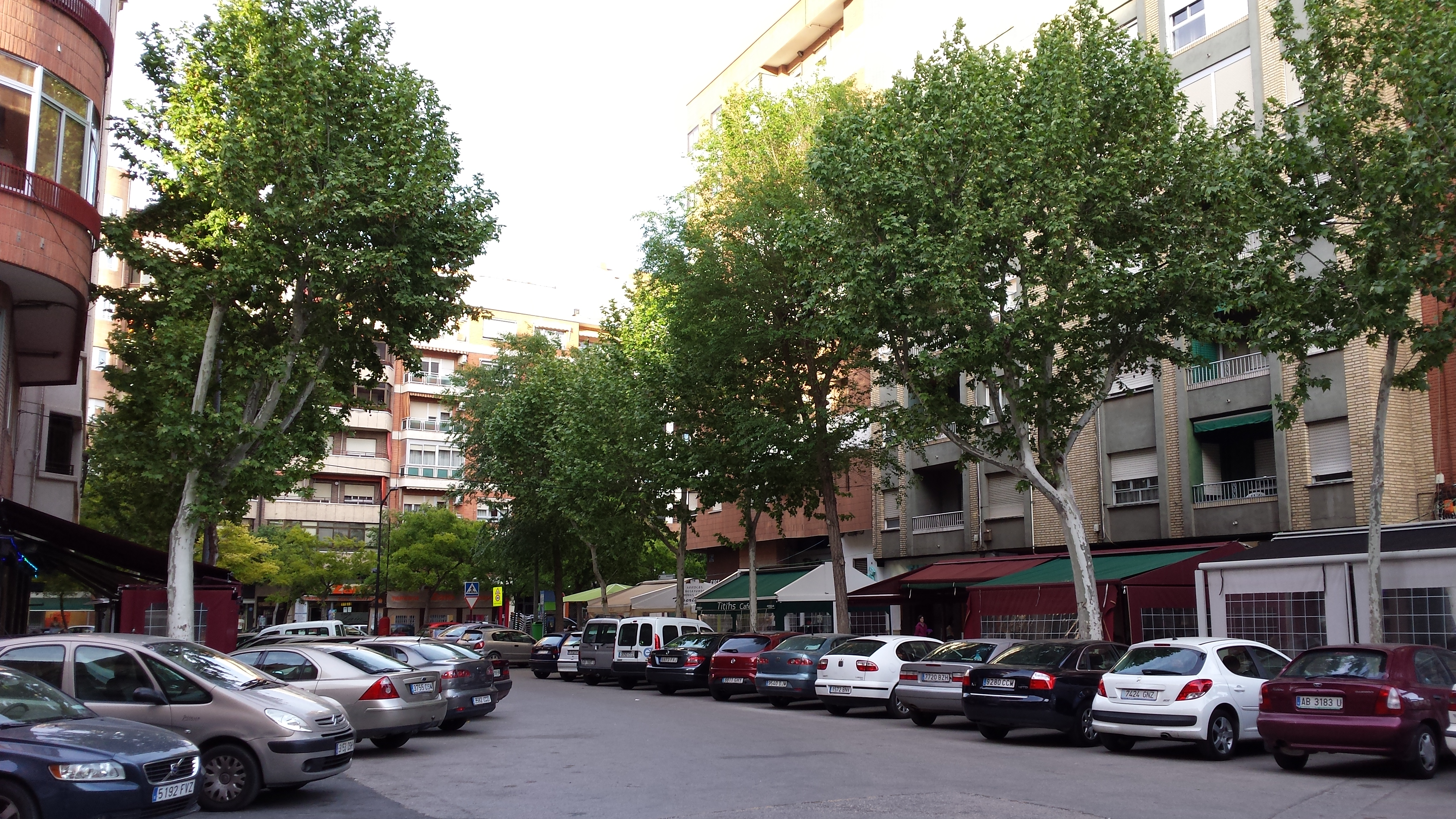
Los Titis

En el límite entre los barrios Feria y El Pilar se sitúa una de las principales zonas de marcha de la capital, Los Titis, situada junto a la plaza de Isabel II y en el primer tramo de la avenida Arquitecto Carrilero, con grandes terrazas muy concurridas.

#### Los Invasores

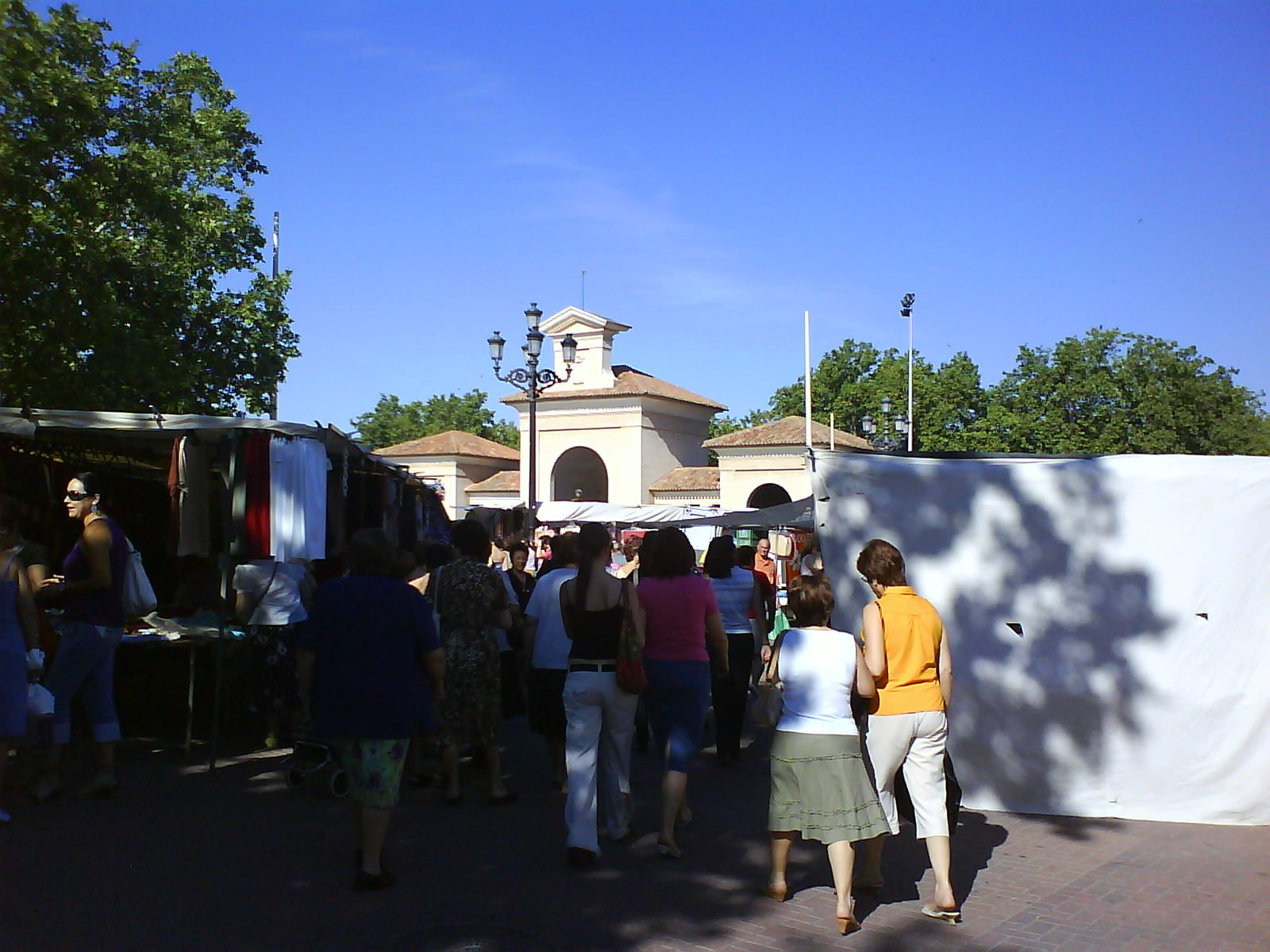
Los Invasores, el popular mercado al aire libre que se monta los martes en los Ejidos de la Feria y parte del Recinto Ferial

El mercado al aire libre de Los Invasores se organiza todos los martes por la mañana, excepto los de feria y las semanas anteriores, en torno al Recinto Ferial. En él se venden toda clase de comida, ropa, animales y objetos diversos, en donde participan cerca de 550 puestos, algunos de los cuales procedentes de otras provincias.

#### Tascas de la Feria
En el paseo de la Feria, durante los meses de verano, están presentes las tradicionales tascas de la Feria, en las cuales se degustan los típicos caracoles y otros platos característicos de la gastronomía manchega.

## Transporte
El barrio queda conectado mediante las siguientes líneas de autobús urbano:
| Línea | Trayecto | Recorrido                                                         | Frecuencia                                         |
| ----- | --- | ----------------------------------------------------------------- | -------------------------------------------------- |
|       | Campus UCLM - Barrio de Vereda | Recorrido Archivado el 1 de noviembre de 2014 en Wayback Machine. | 12-18 minutos                                      |
|       | Campus UCLM - Barrio de Vereda | Recorrido Archivado el 17 de abril de 2014 en Wayback Machine.    | 12-18 minutos                                      |
|       | Campus UCLM - Hospital Perpetuo Socorro | Recorrido Archivado el 22 de febrero de 2014 en Wayback Machine.  | 12-18 minutos                                      |
|       | Estación de Ferrocarril - Estación de Autobuses - Hospital General Universitario - Hospital Universitario Ntra. Señora del Perpetuo Socorro | Recorrido Archivado el 22 de febrero de 2014 en Wayback Machine.  | 15-22 minutos                                      |
|       | Ciudad - Parque Empresarial Campollano | Recorrido Archivado el 17 de abril de 2014 en Wayback Machine.    | Salidas 7:20, 8:20, 14:40, 15:20 (desde la ciudad) |